# Dialogue Asie-Europe
Pour les articles homonymes, voir ASEM.

Dialogue Asie Europe

Le Dialogue Asie-Europe ou ASEM (Asia-Europe Meeting) est un forum interrégional qui regroupe d'une part la Commission européenne et les 27 membres de l'Union européenne, d'autre part les 13 membres de l'ASEAN plus trois, c'est-à-dire le secrétariat de l'ASEAN ainsi que la Chine, le Japon et la Corée du Sud auxquels se sont joints la Mongolie, l'Inde et le Pakistan. L'ASEM est créé en 1996 au sommet de Bangkok.
À l'occasion du sommet de Bruxelles en 2010, l'Australie, la Nouvelle-Zélande et la Russie deviennent membres de l'organisation. En 2012, le sommet de Vientiane entérine l'adhésion de trois nouveaux membres : le Bangladesh, la Norvège et la Suisse. Le sommet de Milan officialise l'adhésion de la Croatie et du Kazakhstan.

## Membres
| - Allemagne - ASEAN - Australie - Autriche - Bangladesh - Belgique - Birmanie - Brunei - Bulgarie - Cambodge - Chine - Chypre - Commission européenne - Corée du Sud | - Croatie - Danemark - Espagne - Estonie - Finlande - France - Grèce - Hongrie - Indonésie - Inde - Irlande - Italie - Japon | - Kazakhstan - Laos - Lettonie - Lituanie - Luxembourg - Malaisie - Malte - Mongolie - Norvège - Nouvelle-Zélande - Pakistan - Pays-Bas - Philippines | - Pologne - Portugal - Roumanie - Royaume-Uni - Singapour - Slovaquie - Slovénie - Suède - Suisse - République tchèque - Russie - Thaïlande - Viêt Nam |

## Politique
Les principales discussions concernent :
– politique ;
– sécurité et économie ;
– éducation et culture.
Le dialogue cherche à approfondir les relations entre l'Asie et l'Europe à tous les niveaux. Il y a une réunion bi-annuelle des chefs d'État, alternativement en Europe et en Asie.
En février 1997, les membres de l'ASEM ont créé la Fondation Asie-Europe (ASEF), basée à Singapour et mandatée pour promouvoir une meilleure compréhension mutuelle entre les peuples d'Asie et d'Europe à travers l'amélioration des échanges intellectuels et culturels. L'ASEF remplit sa mission en créant d'autres projets tels que l'Asia-Europe Lecture, Asia-Europe Young Artists' Painting Competition and Exhibition, Informal Human Rights Seminar, Asia-Europe Youth Co-operation Network, et ASEF Editors' Roundtable.

## Sommets des chefs d’État
Les rencontres ont eu lieu :
- 1996 ASEM 1,  Bangkok, Thaïlande
- 1998 ASEM 2,  Londres, Royaume-Uni
- 2000 ASEM 3,  Séoul, Corée du Sud
- 2002 ASEM 4,  Copenhague, Danemark
- 2004 ASEM 5,  Hanoï, Viêt Nam
- 2006 ASEM 6,  Helsinki, Finlande
- 2008 ASEM 7,  Pékin, République populaire de Chine
- 2010 ASEM 8,  Bruxelles, Belgique
- 2012 ASEM 9,  Vientiane, Laos
- 2014 ASEM 10,  Milan, Italie
- 2016 ASEM 11,  Oulan-Bator, Mongolie
- 2018 ASEM 12,  Bruxelles, Belgique
- 2021 ASEM 13,  Phnom Penh, Cambodge.

## Coordinateurs

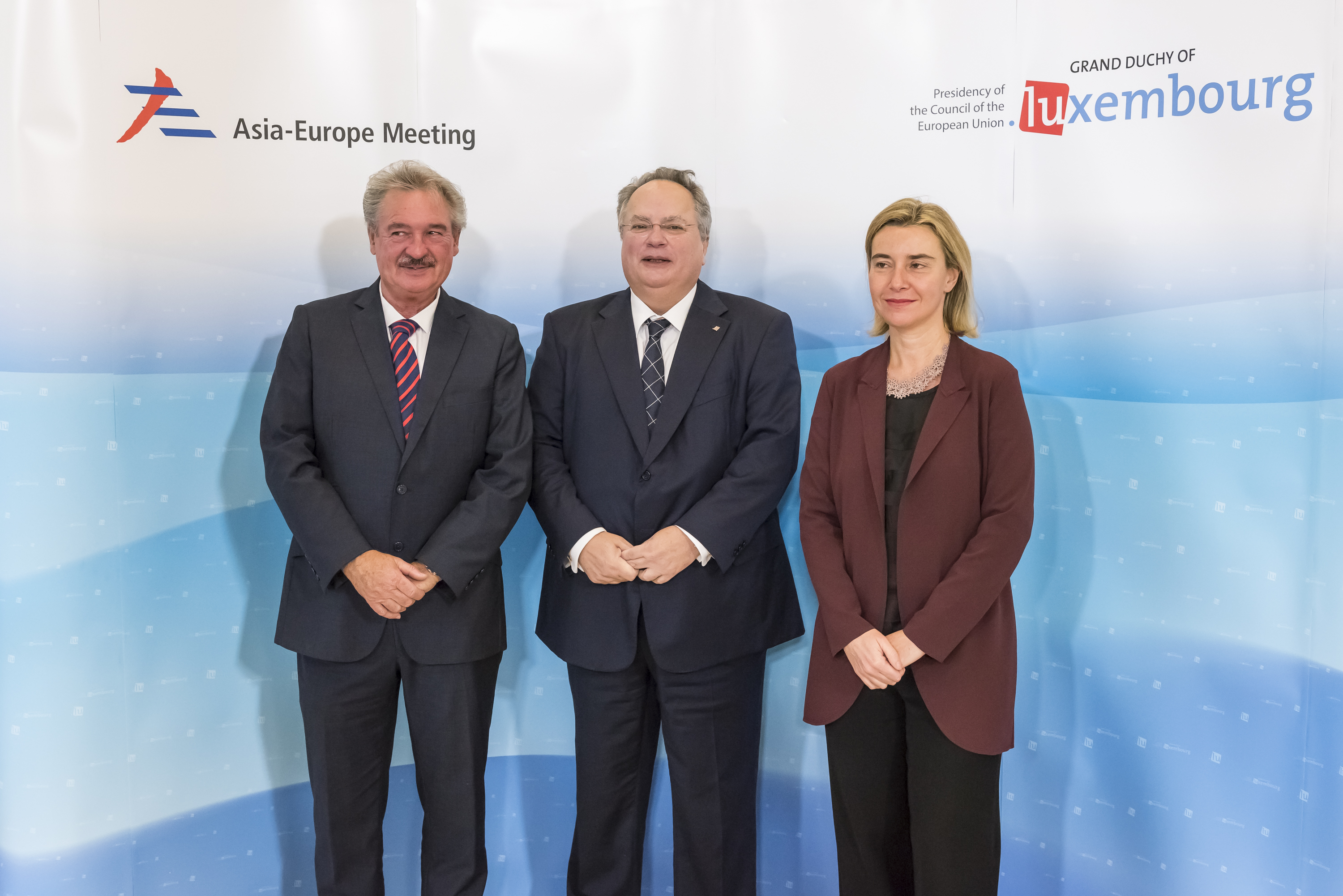
Jean Asselborn, Níkos Kotziás et Federica Mogherini en réunion à Luxembourg concernant le dialogue Asie-Europe.

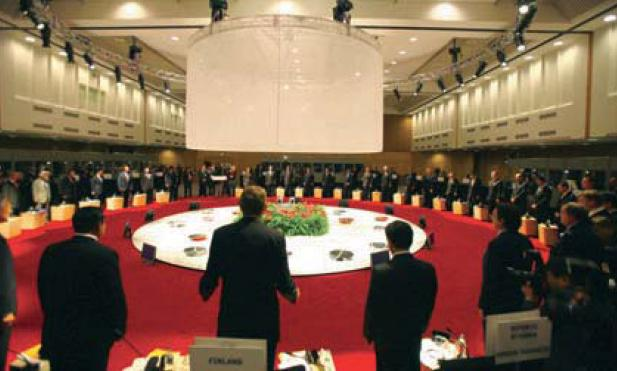
Conférence Asie-Europe à Helsinki en 2006.

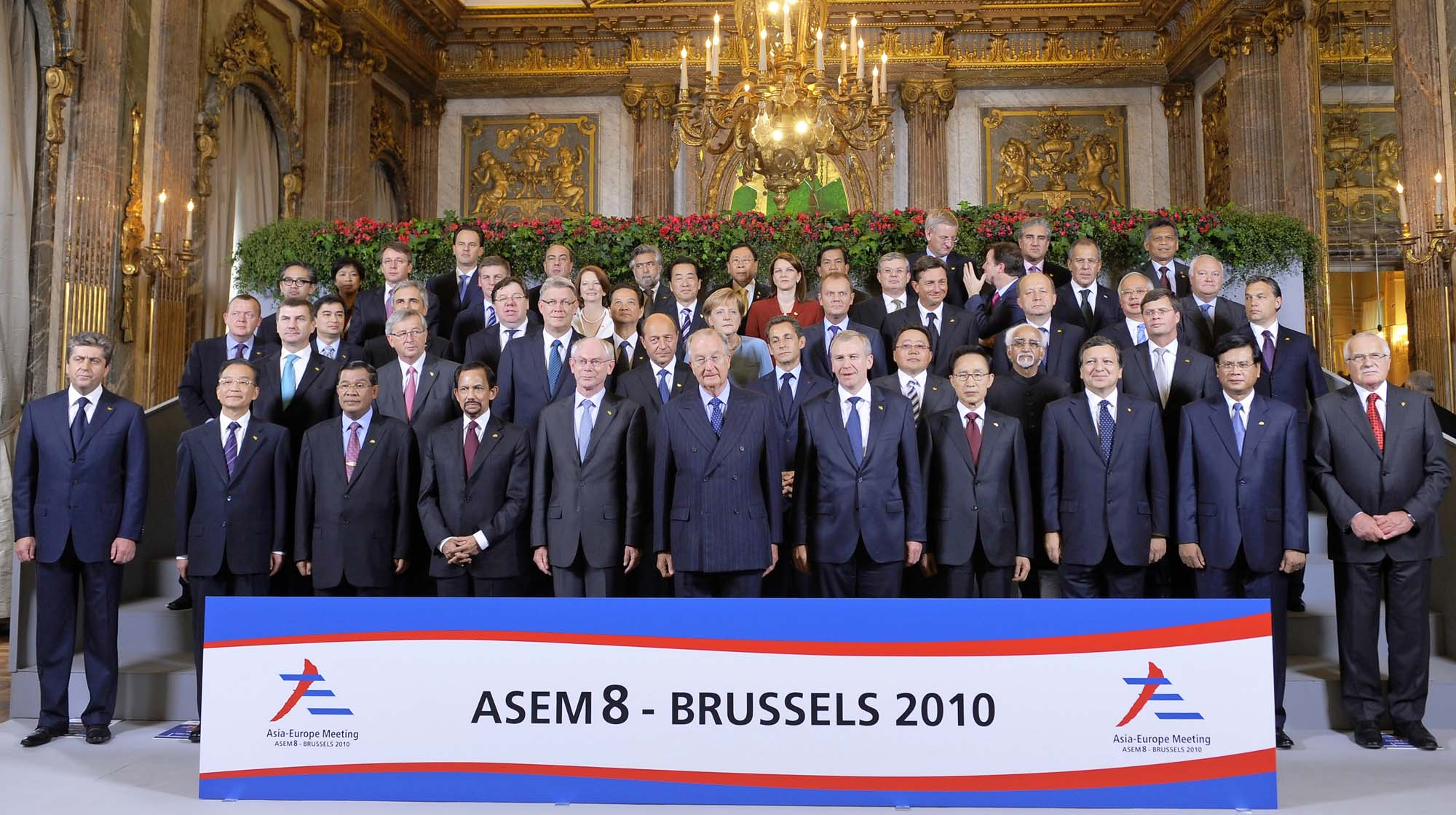
Photo officielle des représentants lors du sommet de 2010 à Bruxelles.

2015 :
- Asie:
  -  Malaisie puis  Birmanie
  -  Mongolie
- Europe :
  -  SEAE
  -  Lettonie puis  Luxembourg

2016 :
- Asie :
  -  Birmanie
  -  Nouvelle-Zélande
- Europe :
  -  SEAE
  -  Pays-Bas puis  Slovaquie

2017 :
- Asie :
  -  Birmanie puis  Philippines
  -  Nouvelle-Zélande puis  Pakistan
- Europe :
  -  SEAE
  -  Malte puis  Estonie

2018 :
- Asie :
  -  Philippines
  -  Pakistan
- Europe :
  -  SEAE
  -  Bulgarie puis  Autriche

2019 :
- Asie :
  -  Singapour
  -  Pakistan
- Europe :
  -  SEAE
  -  Roumanie puis  Finlande

2020 :
- Asie :
  -  Singapour
  -  Russie
- Europe :
  -  SEAE
  -  Croatie puis  Allemagne

2021 :
- Asie :
  -  Singapour
  -  Russie
- Europe :
  -  SEAE
  -  Portugal puis  Slovénie

2022 :
- Asie :
  -  Thaïlande
  -  Australie
- Europe :
  -  SEAE
  -  France puis  République tchèque

2023 :
- Asie :
  -  Viêt Nam
  -  Australie
- Europe :
  -  SEAE
  -  Suède puis  Espagne

2024 :
- Asie :
  -  Viêt Nam
  -  Bangladesh
- Europe :
  -  SEAE
  -  Belgique puis  Hongrie

## Sommets ministériels

### Rencontre des ministres de l'Environnement de l'ASEM
1. Pékin, République populaire de Chine, 17 janvier 2002
2. Lecce, Italie, 12-13 octobre 2003
3. Copenhague, Danemark, 23-26 avril 2007
4. Oulan-Bator, Mongolie, 22-23 mai 2012

### Rencontre des ministres des Affaires étrangères de l'ASEM
1. Singapour, 15 février 1997
2. Berlin, Allemagne, 28-29 mars 1999
3. Pékin, République populaire de Chine, 24-25 mai 2001
4. Madrid, Espagne, 6-7 juin 2002
5. Denpasar, Indonésie, 22-24 juillet 2003
6. Kildare, Irlande, 17-18 avril 2004
7. Kyoto, Japon, 6-7 mai 2005
8. Hambourg, Allemagne, 28-29 mai 2007
9. Hanoï, Vietnam, 25-26 mai 2009
10. Budapest/Godollo, Hongrie, 6-7 juillet 2011
11. New Delhi, Inde, 11-12 novembre 2013
12. Luxembourg, Luxembourg, 5-6 novembre 2015
13. Naypyidaw, Birmanie, 20-21 novembre 2017
14. Madrid, Espagne, 15-16 décembre 2019

### Rencontre des ministres de l’Éducation de l'ASEM
1. Berlin, Allemagne, 5-6 mai 2008
2. Hanoï, Vietnam, 14-15 mai 2009
3. Copenhague, Danemark, 9-10 mai 2011
4. Kuala Lumpur, Malaisie, 12-14 mai 2013
5. Riga, Lettonie, 27-28 avril 2015
6. Séoul, Corée du Sud, 21-22 novembre 2017
7. Bucarest, Roumanie, 15-16 mai 2019
8. sommet virtuel, Thaïlande, 15 décembre 2021
9. La Valette, Malte, 25-26 janvier 2024

### Rencontre des ministres de la Culture de l'ASEM
1. Pékin, République populaire de Chine, 3 décembre 2003
2. Paris, France, 6-7 juin 2005
3. Kuala Lumpur, Malaisie, 21-24 avril 2008
4. Poznań, Pologne, 8-10 septembre 2010
5. Yogyakarta, Indonésie, 18-19 septembre 2012
6. Rotterdam, Pays-Bas, 19-21 octobre 2014
7. Gwangju, Corée du Sud, 22-24 juin 2016
8. Sofia, Bulgarie, 1-2 mars 2018

### Rencontre des ministres du Travail et de l'Emploi de l'ASEM
1. Berlin, Allemagne, 3 septembre 2006
2. Denpasar, Indonésie, 13-15 octobre 2008
3. Leyde, Pays-Bas, 12-14 décembre 2010
4. Hanoï, Vietnam, 24-26 octobre 2012
5. Sofia, Bulgarie, 3 décembre 2015

### Rencontre des ministres des Transports de l'ASEM
1. Vilnius, Lituanie, 19-20 octobre 2009
2. Chengdu, République populaire de Chine, 24-25 octobre 2011
3. Riga, Lettonie, 29-30 avril 2015
4. Denpasar, Indonésie, 26-28 septembre 2017
5. Budapest, Hongrie, 11-12 décembre 2019

### Rencontre des ministres des Finances de l'ASEM
1. Bangkok, Thaïlande, 19 septembre 1997
2. Francfort-sur-le-Main, Allemagne, 15-16 septembre 1999
3. Kōbe, Japon, 13-14 janvier 2001
4. Copenhague, Danemark, 5-6 juillet 2002
5. Denpasar, Indonésie, 5-6 juillet 2003
6. Tianjin, République populaire de Chine, 25-26 juin 2005
7. Vienne, Autriche, 8-9 avril 2006
8. Jeju, Corée du Sud, 16 juin 2008
9. Madrid, Espagne, 17-18 avril 2010
10. Bangkok, Thaïlande, 15 octobre 2012
11. Milan, Italie, 11-12 septembre 2014
12. Oulan-Bator, Mongolie, 9-10 juin 2016
13. Sofia, Bulgarie, 26 avril 2018
14. Dacca, Bangladesh, 6 novembre 2020

### Rencontre des ministres de l'Intérieur sur la migration illégale
1. Bucarest, Roumanie, 1er janvier 2010

### Rencontre des ministres de l'Économie
1. Chiba, Japon, 27-28 septembre 1997
2. Berlin, Allemagne, 9-10 octobre 1999
3. Hanoï, Vietnam, 10-11 septembre 2001
4. Copenhague, Danemark, 18-19 septembre 2002
5. Dalian, Chine, 23-24 juillet 2003
6. Séoul, Corée du Sud, 21-22 septembre 2017

## Autres rencontres

### Séminaire sur les questions de sureté nucléaire
1. Singapour, 13-15 juin 2012
2. Vilnius, Lituanie, 4-5 novembre 2013
3. Yogjakarta, Indonésie, 4-6 novembre 2014
4. Madrid, Espagne, 29-30 octobre 2015
5. Beijing, Chine, 28-30 mars 2018

### Séminaire informel sur les droits de l'homme
1. Lund, Suède, 11-13 décembre 1997
2. Beijing, Chine, 28-29 juin 1999
3. Paris, France, 19-20 juin 2000
4. Denpasar, Indonésie, 12-13 juillet 2001
5. Lund, Suède, 16-17 mai 2003
6. Suzhou, Chine, 16-17 septembre 2004
7. Budapest, Hongrie, 22-23 février 2006
8. Siem Reap, Cambodge, 26-28 septembre 2007
9. Strasbourg, France, 18-20 février 2009
10. Manille, Philippines, 7-9 juillet 2010
11. Prague, République tchèque, 23-25 novembre 2011
12. Séoul, Corée du Sud, 27-29 juin 2012
13. Copenhague, Danemark, 21-23 octobre 2013
14. Hanoï, Vietnam, 18-20 décembre 2014
15. Montreux, Suisse, 24-27 octobre 2015
16. Beijing, Chine, 8-10 novembre 2016
17. Sofia, Bulgarie, 7-9 novembre 2017
18. Yogyakarta, Indonésie, 5-8 novembre 2018
19. Tromsø, Norvège, 4-6 novembre 2019
20. Séoul, Corée du Sud, 22-24 février 2021

## Sources
- Site officiel de l'ASEM